# サイオン

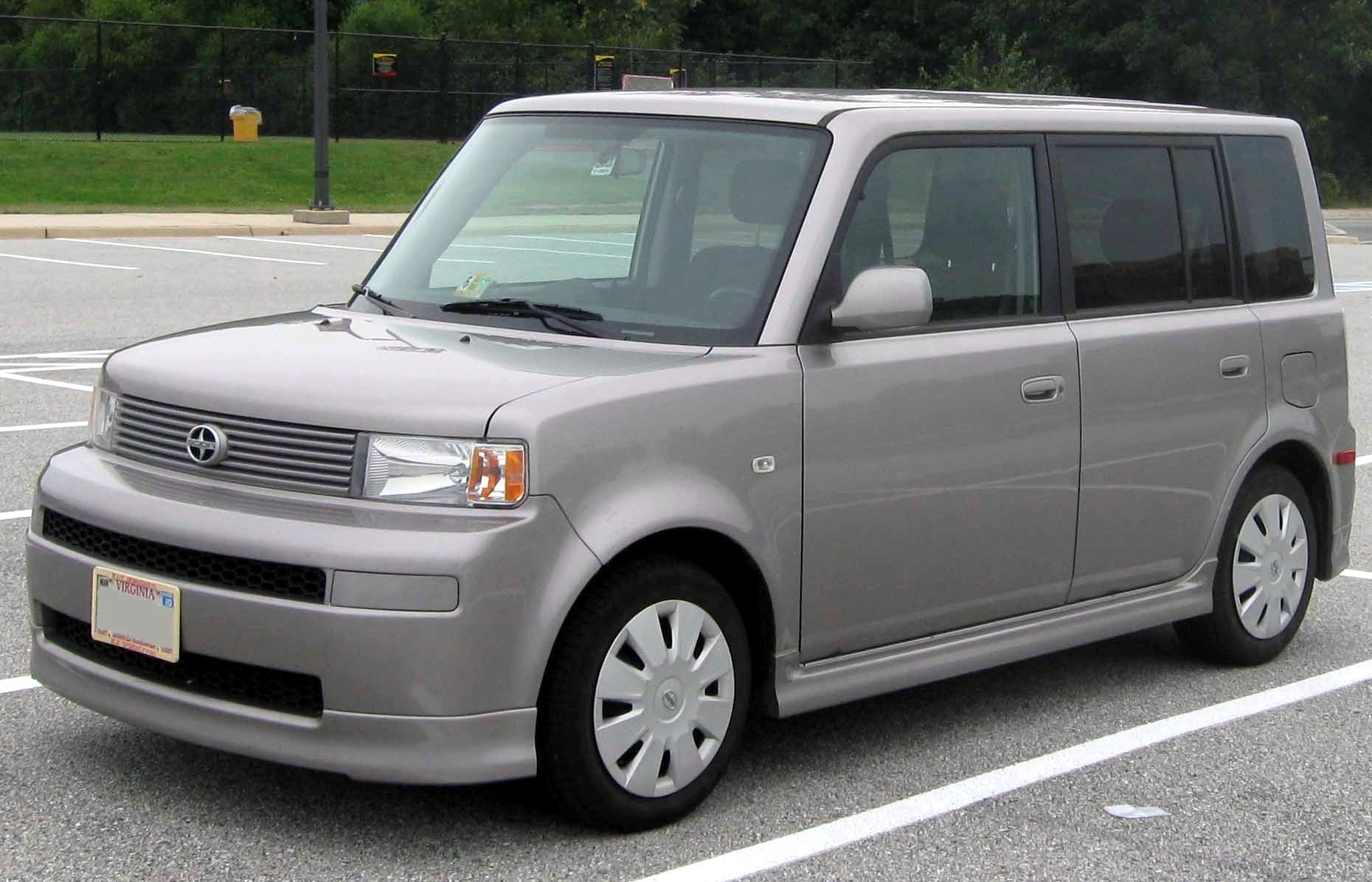
初代サイオン・xB

サイオン（Scion）は、トヨタ自動車が2003年から2016年9月までアメリカ合衆国（グアム、プエルトリコを含む）およびカナダで展開していた自動車ブランドである。クール&スタイリッシュを志向し、ジェネレーションYと呼ばれる若年層をターゲットとする。

## 背景
トヨタ自動車は、大衆車である「トヨタ」と高級車の「レクサス」の2ブランドを展開していたが、顧客の平均年齢の高さ、そして若者支持の低さがデータから明らかであった。アメリカは多くの先進諸国と異なり、若年人口が今後も増え続けるという特異性をもち、ジェネレーションYは2010年にも7,000万人に達し、ベビーブーマーを追い抜くとされた。当時のトヨタの状況は、歳月を経て顧客が高齢化しており、やがてブランドそのものの停滞を招く将来的なリスク要因となるとして、検討すべき課題であった。さらに、技術や機能性に対する評価は高いものの、いわば「感性」へ訴える要素が欠けている（自動車としては優秀だが、マシンとしてはつまらない）とされた。そうした背景から誕生したのがサイオンである。従来の「退屈なトヨタ車」にはなかったファッション性や都会的イメージを前面に打ち出している。

## 展開
レクサスとは異なり専売のディーラー網はなく、トヨタ店舗内にサイオンのブースが併設されたり、トヨタ店舗と同じ敷地に別棟の店舗を併設した。つまり「ブランド内ブランド」であり、サイオンは決してトヨタの基本路線を否定する役目を担うのではなかった。サイオンを買った若者も、いずれはトヨタに買い替えることがモデルサイクルとして考慮されている。
ジェネレーションYに対する次世代型のマーケティングは事例が少なく、その点でも非常に注目された。この若い世代は、既存ブランドに拒否反応を示し、変化が早く個人主義、理屈より感性といったように、過去の成功事例が必ずしも通用するとは限らない。そのため従来になかった斬新な施策がいくつか採られた。例えば、あらかじめ多彩なカスタマイズ・パーツを用意し「個性化」を呼びかけた。サイオンは追加装備の販売比率が高いのが特徴である。そしてテレビ広告等の大量投下は抑え、クラブやハウスなどでのきめ細かい広告を行うことで、ファッション性の構築と希少性の維持に努めた。webサイトではチャットによる相談窓口を設けた。

## ブランド廃止とトヨタブランドへの統合
当初は順調に販売台数を増やしていたサイオンブランド車は、ピークであった2006年には17万台を超えたものの、2015年には約5.6万台と大きく数を落とし、凋落が進んでいた。結果的にトヨタから資金調達をせざるをえなくなり、2016年2月3日にサイオンブランドの廃止が発表された。既に販売された車両はトヨタブランドの販売店でアフターサービスを行い、投入車種はトヨタブランドに切り替えていく方針とした。tCは2016年8月で完全にモデル廃止となる。
サイオンが失速した原因は、
- ターゲット層の変化：若い購入客がサイオンのファッション性だけでなく実用性も求め始め、さらに彼らの両親世代と同様にトヨタのブランドイメージや品質、信頼性を評価するようになった
- トヨタ自身の変化：トヨタブランド車もダイナミックな外観や運転の楽しさを主張し始めており、特徴がサイオンと被るようになってきた

という点にある。
このような経緯で廃止となったサイオンだが、｢サイオン購入者全体の7割がトヨタ車の新規顧客となった｣、｢顧客の半数が35歳以下で、平均年齢は36歳｣と、当初の目標である｢若者のトヨタ離れを防ぐ｣と言う観点から言えばその役割を果たしたと言え、ジェームス・レンツ米国トヨタCEOは「これはサイオンにとって、後退ではない。トヨタにとって、前進だ」と述べている。
2016年9月末を以ってサイオンブランドはその使命を終了した。

## モータースポーツ

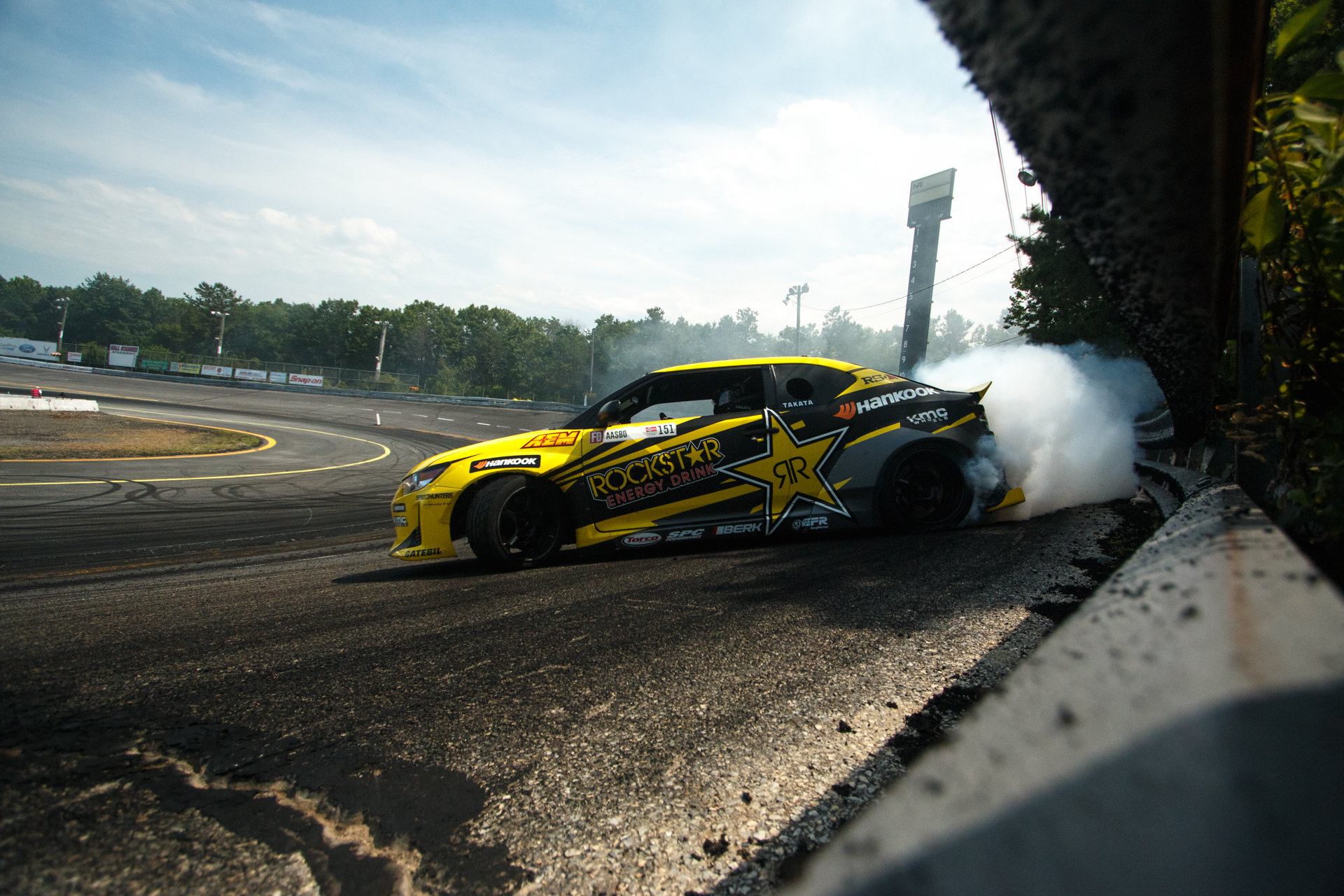
フォーミュラ・ドリフトに参戦するtC（2015年）

サイオン・レーシングとして、tCやFR-Sでフォーミュラ・ドリフトにワークス参戦。2015年にフレデリック・オズボーがtCでチャンピオンに輝いているほか、2014年 - 2016年までメーカー部門を3連覇した。
サイオンブランド廃止以降もトヨタ名義で活動を継続している。

## 車種構成

### 2016年9月時点での現行車種

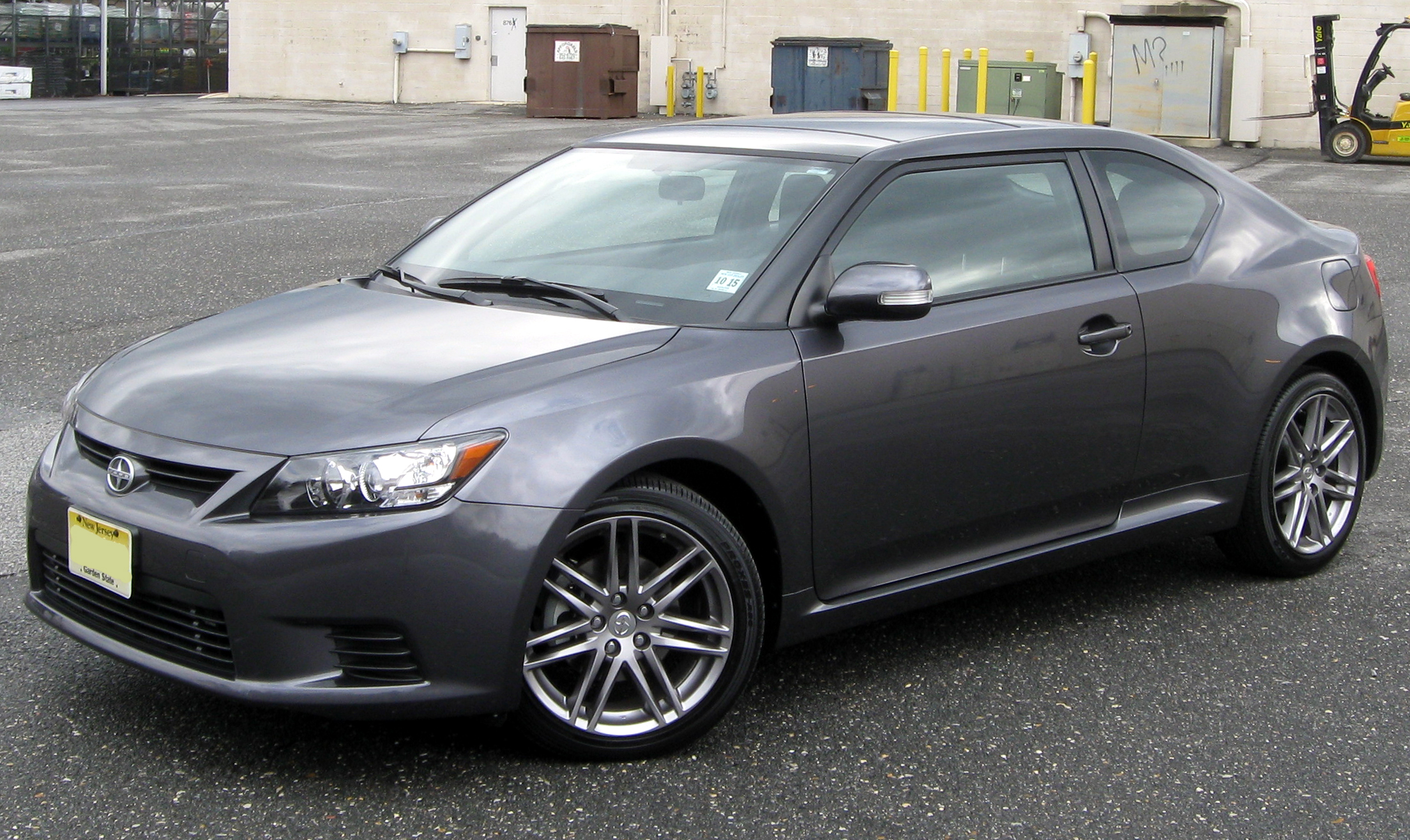
2代目tC
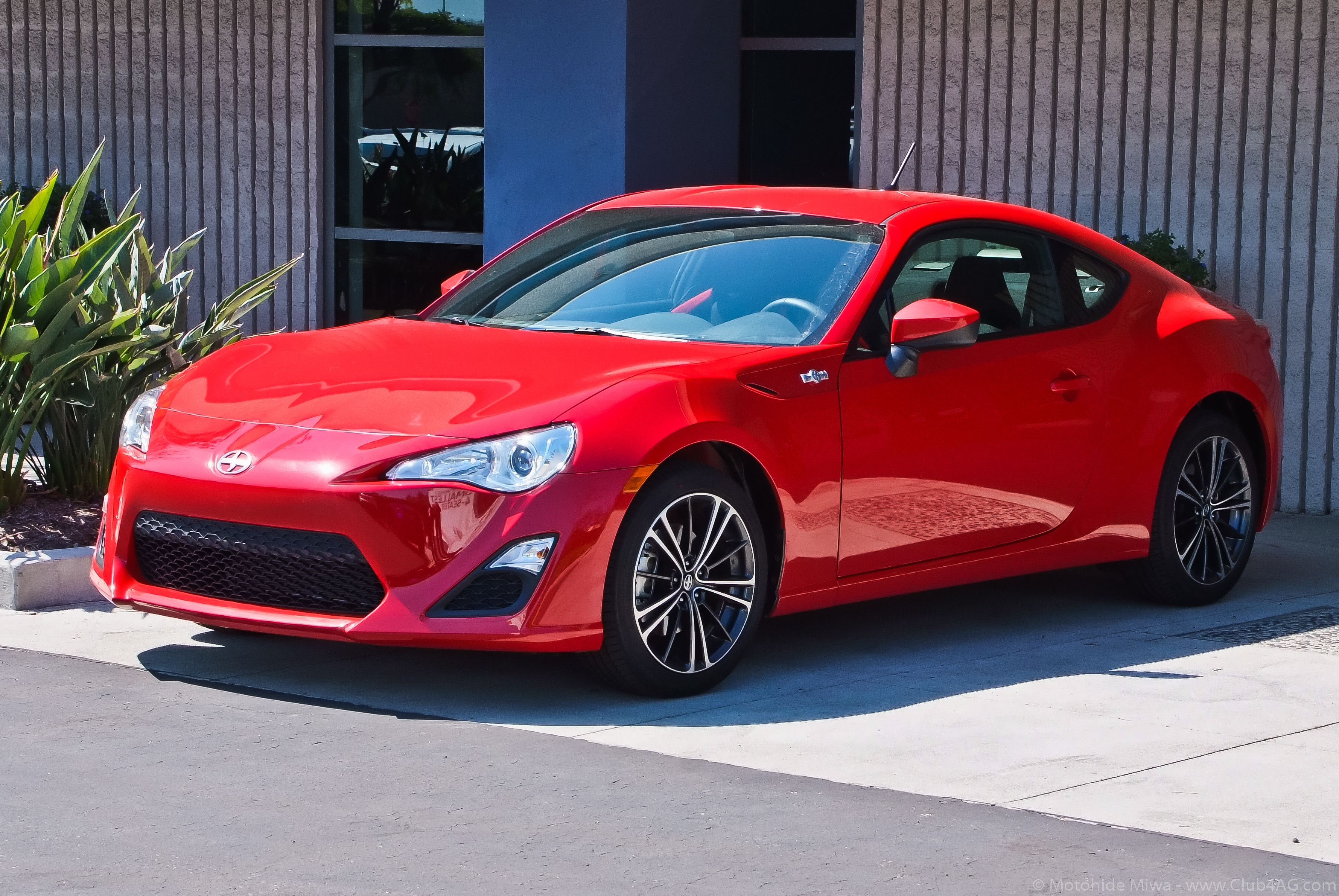
FR-S（日本名「トヨタ・86」）
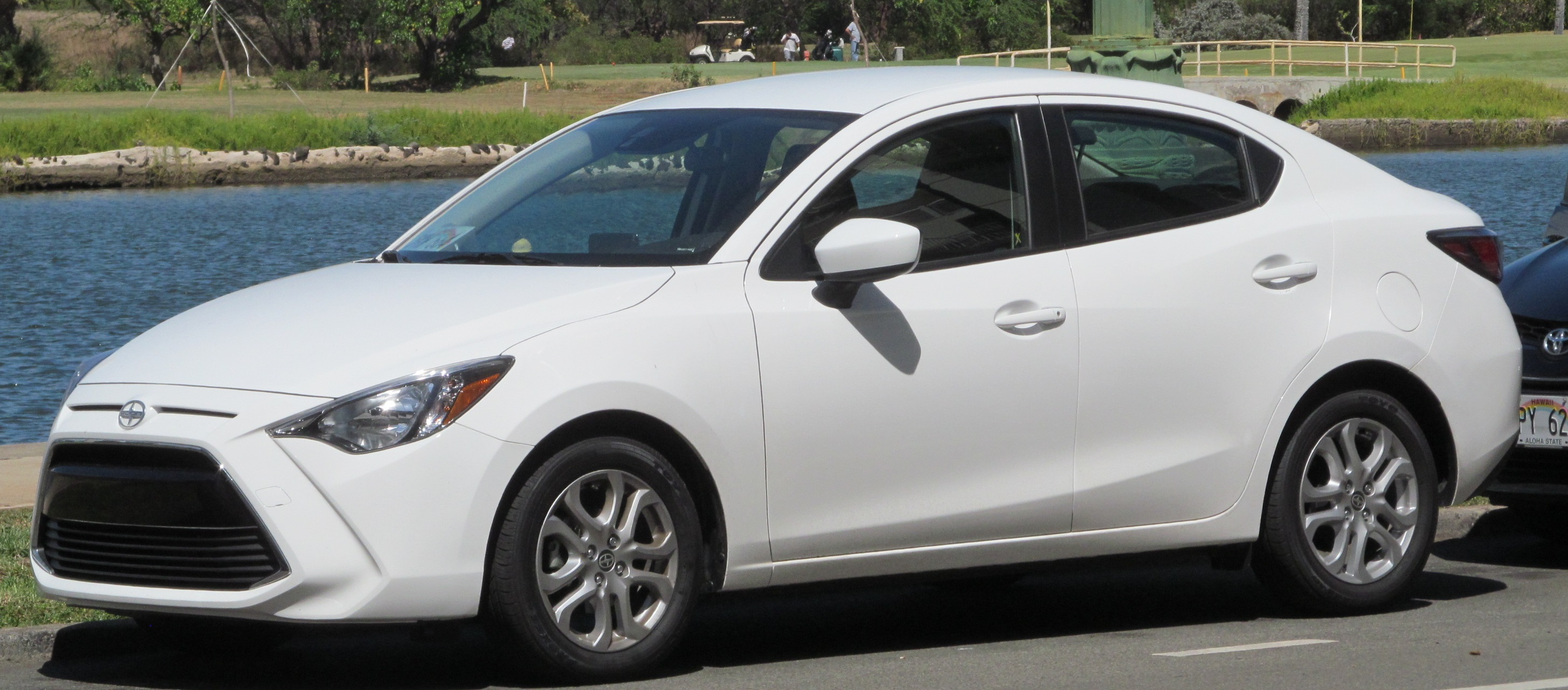
iA（日本名「 マツダ教習車(DJ系デミオ→MAZDA2)」）

### 過去の販売車種
- xA - 日本における初代トヨタ・istを北米向けに仕立て直したモデル。日本版と同様クールなイメージをアピールしている。すでに販売終了。
- xD - xAの後継車であり、2007年夏に発売、2016年2月に販売終了。日本では、2代目トヨタ・istとして2016年4月まで販売されていた。
- iQ - 2016年2月に販売終了。日本ではiQ 「130G →（ゴー）」という名称で2016年3月まで販売されていた。
- xB - 2016年4月に販売終了。日本では初代がbB（初代）という名称で2005年12月まで販売され、2代目がカローラルミオンという名称で2015年12月まで販売されていた。

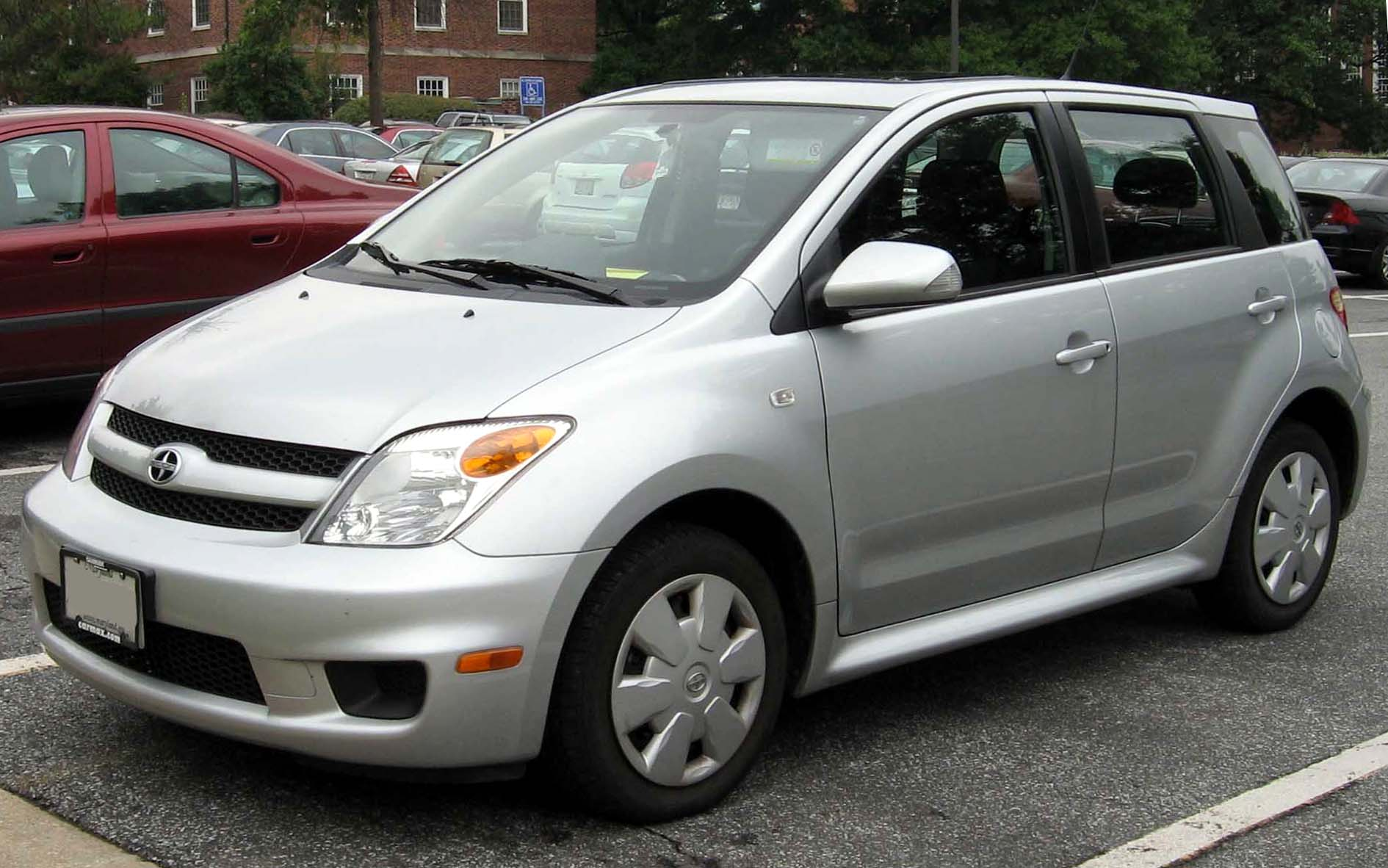
xA
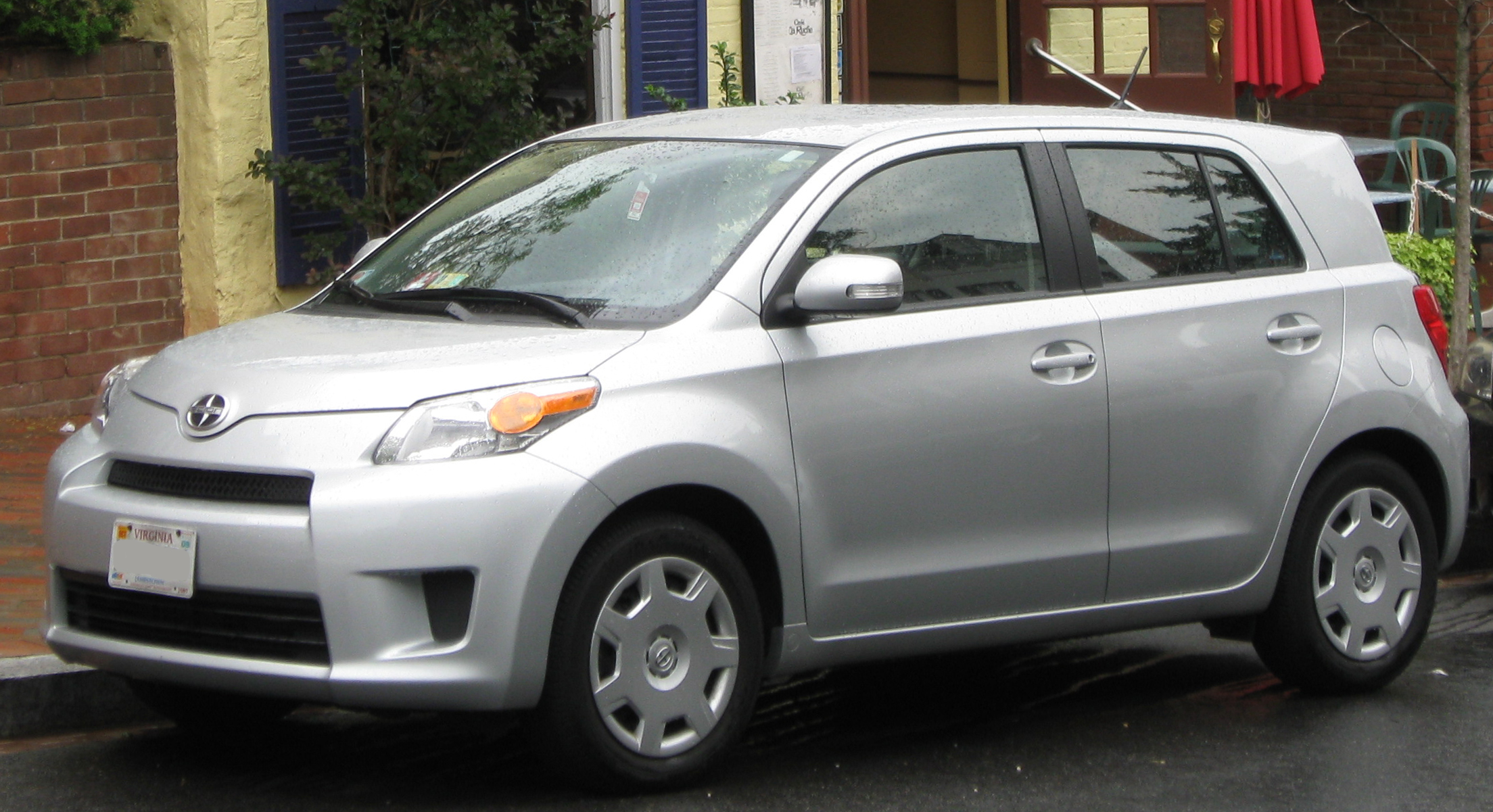
xD
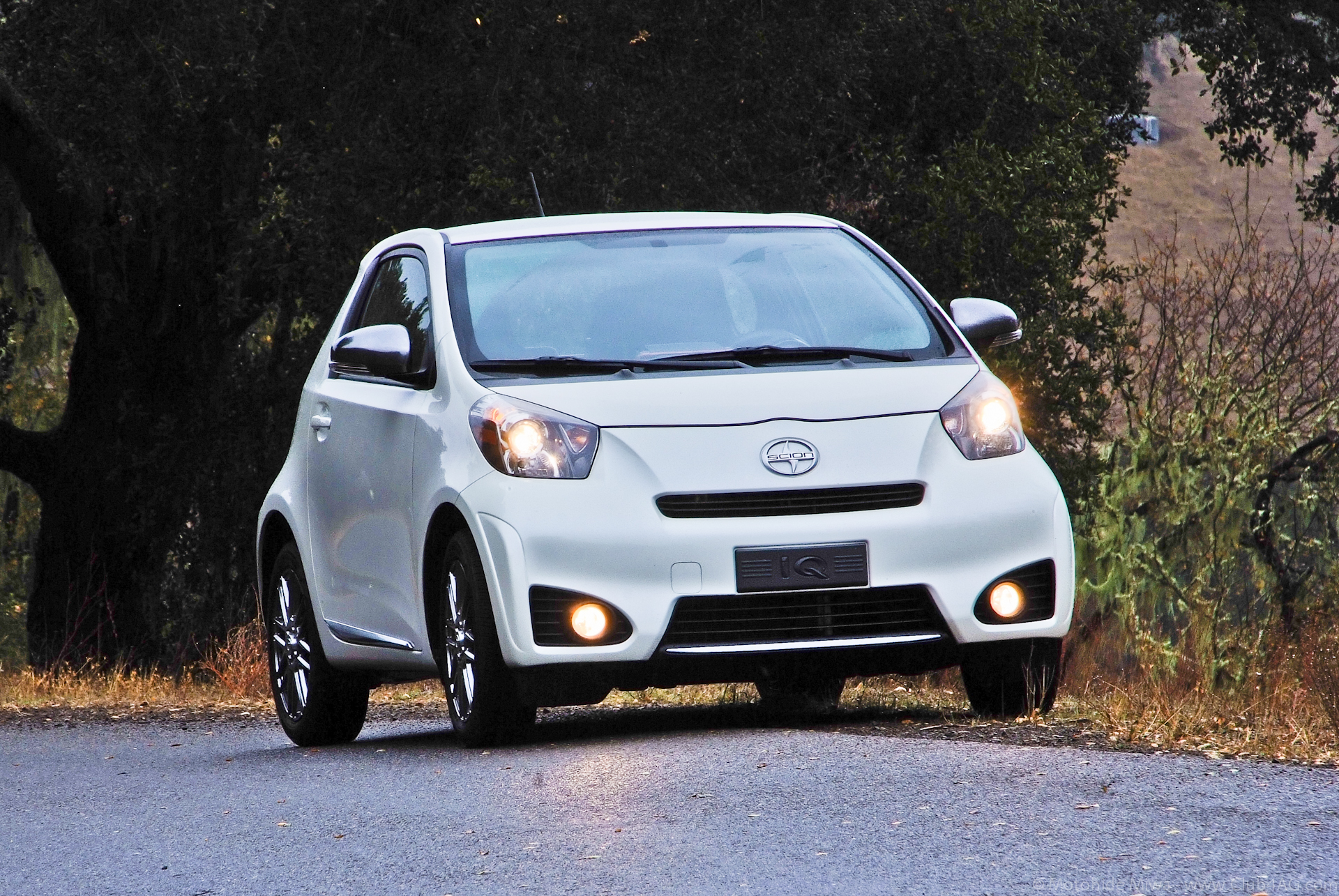
iQ
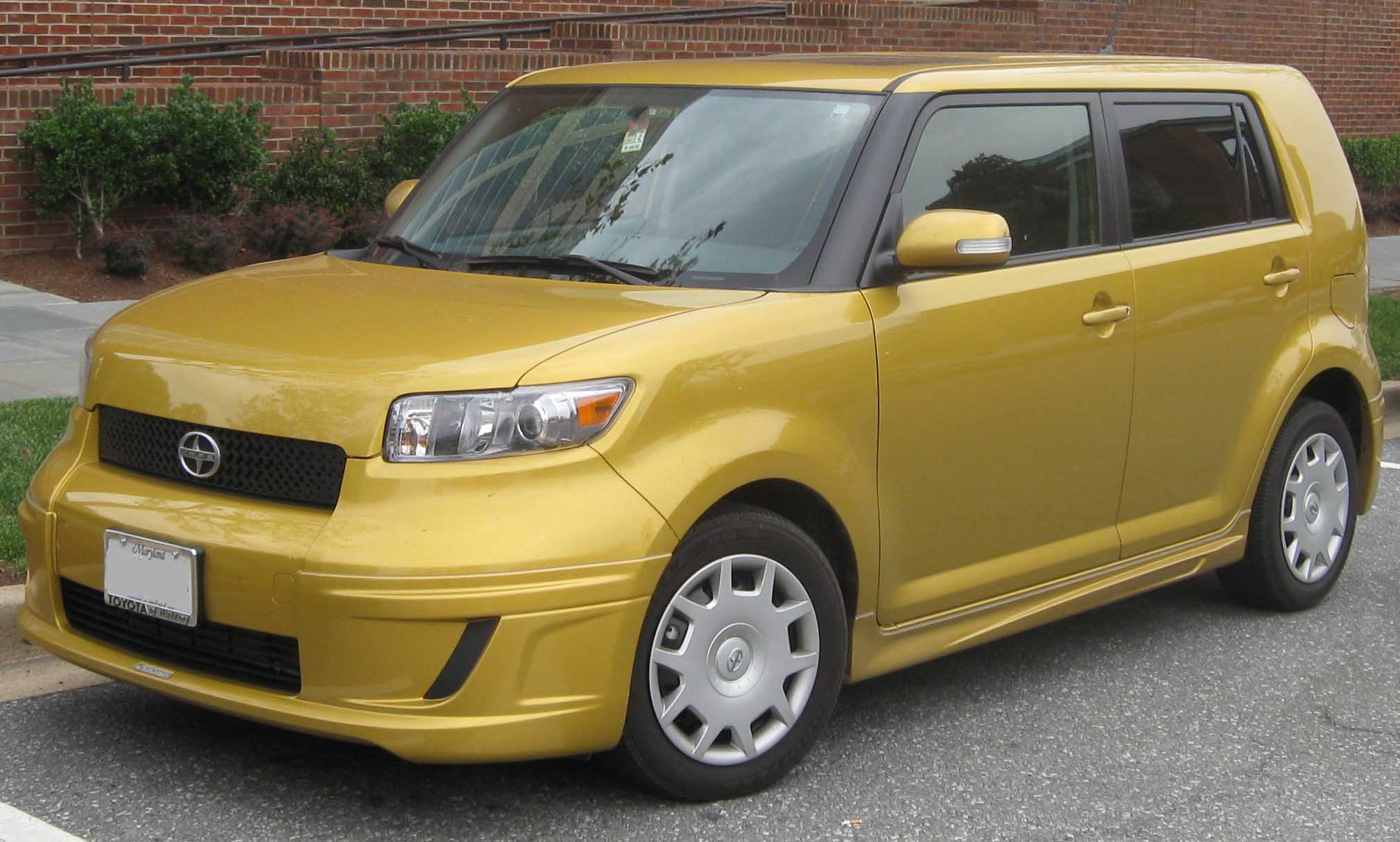
2代目xB

### 過去に公開したコンセプトカー
- サイオン・t2b - 2代目xBの原型となったコンセプトモデル。車名の由来は「tall 2 box」の略。2005年の北米国際オートショー出品車。
- サイオン・フューズ (Fuse) - コンセプト・モデル。車名の由来は「導火線」。中型2ドアクーペで、tCの後継にあたる車種といわれている。 2006年のニューヨーク国際オートショー出品車。
- サイオン・ハコクーペ (HAKOCOUPE) - コンセプトカー。スタイルは1930年代のクルマやbB・セリカLBを融合した箱形クーペ。
- サイオン・C-HRコンセプト - ロサンゼルスモーターショー15で出品されたSUV型のコンセプトカー。サイオンブランドの廃止に伴いトヨタ・C-HRとして発売。